# 지방경마전국협회
지방경마전국협회(일본어: 地方競馬全国協会 치호케이바젠코쿠쿄카이[*], 영어: National Association of Racing; NAR)는 경마법에 근거한 일본의 지방공동법인이다. 경마법 제23조 10항에서 지방공공단체가 주최하는 지방경마의 공정하고 원활한 실시의 추진을 도모하는 동시에, 말의 개량증식 및 기타 축산의 진흥에 기여하는 것을 목적으로 한다고 규정하고 있다. 원래 일본중앙경마회와 같은 특수법인이었으나 2007년 6월 6일 경마법 개정으로 지방공동법인화되었다.

## 같이 보기
- 일본중앙경마회